# Warslow and Elkstones
Warslow and Elkstones är en civil parish i Storbritannien.   Den ligger i grevskapet Staffordshire och riksdelen England, i den södra delen av landet, 210 km nordväst om huvudstaden London.